# Ibach
Ibach con 392 habitantes es el municipio independiente menos poblado en el distrito de Waldshut en Baden-Wurtemberg, Alemania. Está ubicado 25 km al norte de Waldshut-Tiengen en la Selva Negra Meridional entre St. Blasien y Todtmoos.

## Enlaces
- Wikimedia Commons alberga una categoría multimedia sobre Ibach (Selva Negra).
- www.ibach-schwarzwald.de